# Qajar Maḩalleh
Qajar Maḩalleh (persiska: قجر محله) är en ort i Iran.   Den ligger i provinsen Mazandaran, i den norra delen av landet, 120 km nordost om huvudstaden Teheran. Qajar Maḩalleh ligger 61 meter över havet och antalet invånare är 261.
Terrängen runt Qajar Maḩalleh är platt, och sluttar norrut.Runt Qajar Maḩalleh är det ganska tätbefolkat, med 149 invånare per kvadratkilometer. Närmaste större samhälle är Āmol, 3,6 km sydost om Qajar Maḩalleh. Trakten runt Qajar Maḩalleh består till största delen av jordbruksmark.